# Australiodillo neocaledoniensis
Australiodillo neocaledoniensis är en kräftdjursart som beskrevs av Henri Dalens 1993. Australiodillo neocaledoniensis ingår i släktet Australiodillo och familjen Armadillidae. Inga underarter finns listade i Catalogue of Life.